# مهدی زین
مهدی زین (عربی: مهدي وسام زين؛ زادهٔ ۲۳ مهٔ ۲۰۰۰) بازیکن فوتبال اهل لبنان است.
وی همچنین در تیم‌های ملی فوتبال زیر ۲۳ سال لبنان، و لبنان بازی کرده‌است.